# Flora Norvegica
Flora Norvegica, (abreviado Fl. Norveg., é um livro com ilustrações e descrições botânicas que foi escrito pelo naturalista, professor, botânico, micólogo, e bispo norueguês; Johan Ernst Gunnerus e publicado em Copenhaga em 2 volumes nos anos 1766-1772 com o nome de Flora Norvegica, Observationibus Praesertim Oeconomicis Panosque Norvegici Locupletata. Nidrosia [Trondhjem], Kjobenhavn [Copenhagen].